# Psicooncología
La psicooncología constituye una rama especializada entre la medicina y la psicología que se ocupa de las relaciones entre el comportamiento, los estados de salud y enfermedad, la prevención y el tratamiento, el fomento de hábitos sanos y la interdisciplinariedad.
La psicooncología es un campo interdisciplinario que se encarga de la intersección de los aspectos físicos, psicológicos, sociales y de comportamiento de la experiencia del cáncer, tanto para los pacientes como para los cuidadores, y sus familias. También conocidos como oncología psiquiátrica, oncología psicosocial o psicología oncológica, los investigadores y los profesionales en el campo se ocupan de aspectos de la experiencia de las personas con cáncer más allá del tratamiento médico, y en toda la trayectoria del cáncer, incluido el diagnóstico, durante el tratamiento, la transición hacia y durante toda la supervivencia y el acercamiento al fin de la vida. Fue fundada por Jimmie Holland en 1977 a través de la incorporación de un servicio psiquiátrico dentro del Centro de Cáncer Memorial Sloan Kettering en Nueva York, el campo se ha expandido drásticamente desde entonces y ahora es universalmente reconocido como un componente integral de la atención de calidad del cáncer. Los centros de cáncer en los principales centros médicos académicos de todo el país ahora incorporan de manera uniforme un servicio de psicooncología en su atención clínica y proporcionan infraestructura para apoyar los esfuerzos de investigación para avanzar en el conocimiento del campo.
La psicooncología trata las reacciones psicológicas a la experiencia del cáncer, el componente conductual de afrontar el cáncer y el cambio de comportamiento de la salud, incluida la medicina preventiva, y los factores sociales asociados con el diagnóstico y tratamiento del cáncer, incluida la comunicación con proveedores y seres queridos y el apoyo social. Además, la investigación relacionada con la influencia de los factores psicosociales en los procesos relacionados con enfermedades biológicas ha florecido en las últimas dos décadas. Gran parte de la investigación toma un enfoque de biopsicosocial para tener en cuenta la interacción entre los factores biológicos, psicológicos y sociales para hacer frente al cáncer. La integración de la psicooncología en la atención oncológica de rutina representa un gran avance en términos de atención para el paciente en su totalidad.

## Aspecto Psicológico
Se sabe que el diagnóstico y el tratamiento del cáncer influyen significativamente en el bienestar psicológico. El nivel de ansiedad y depresión es alto para la mayoría de las personas que han sido diagnosticadas con cáncer en comparación la población general. Las reacciones psicológicas comunes al cáncer son preocupaciones relacionadas con el estado de ánimo y la ansiedad. Los altos niveles de depresión y ansiedad en respuesta a un diagnóstico de cáncer a menudo son atribuibles a la incertidumbre con respecto a la mortalidad y también a los tratamientos arduos y las preocupaciones relacionadas con la interferencia funcional y la imagen corporal u otros trastornos relacionados con el autoconcepto. Comprender cómo los individuos reaccionan psicológicamente al cáncer es importante para respaldar su bienestar general y maximizar la calidad de vida durante el tratamiento y más allá. Si bien la prevalencia de trastornos psicológicos en la reacción al cáncer es relativamente alta en comparación con las normas de la población, muchos individuos reportan un bienestar psicológico bastante estable a través de la trayectoria del cáncer y algunos incluso reportan un mejor bienestar psicológico.

### Depresión y ansiedad
Las reacciones psicológicas comunes al diagnóstico y tratamiento del cáncer incluyen síntomas depresivos y ansiedad. Los factores que pueden contribuir a la ansiedad y depresión clínicamente significativas en el contexto del cáncer incluyen la amenaza a la vida, la incertidumbre con respecto al pronóstico, la preocupación con respecto a los tratamientos citotóxicos, los síntomas físicos en sí mismos, como la fatiga, dolor, náuseas, pérdida de cabello, neuropatía, malestar como resultado de los tratamientos. Estos temas se han incorporado a las intervenciones de psicoterapia adaptados a la experiencia de los pacientes con cáncer. Si bien la mayoría de las personas antes del diagnóstico no presentan síntomas clínicamente significativos de depresión o ansiedad, la prevalencia después del diagnóstico de cáncer es sustancialmente más alta que la población general. El bienestar psicológico no solo se asocia con la calidad de vida en general, sino que se ha demostrado que se asocia con una supervivencia más corta.

### Afrontamiento
Las respuestas psicológicas y conductuales de los individuos al diagnóstico y tratamiento del cáncer en un esfuerzo por manejar el estrés y la amenaza para la salud son de interés primordial en el campo de la psicooncología. Estas respuestas constituyen lo que se puede denominar como respuesta de afrontamiento a una amenaza para la salud. La adaptación cognitiva al cáncer es particularmente desafiante debido a los múltiples dominios que se afectan por el tratamiento. Hay dos categorías amplias de afrontamiento, que incluyen el enfoque orientativo y el afrontamiento evitativo.
El abordaje construye facetas cognitivas, conductuales y emocionales de adaptación al cáncer, lo que incluye expresar emociones, tomar un papel activo en el tratamiento, permanecer activo y hablar sobre las dificultades con los seres queridos. En general, la investigación respalda la idea de que el uso del enfoque orientativo general ajustes más positivos y bienestar psicológico que el evitativo. 
Evitar el enfrentamiento es un intento inadaptado de los individuos para mitigar el daño psicológico de un evento estresante. Supresión emocional y evitación.

### Reacciones psicológicas positivas
Búsqueda de beneficios y crecimiento postraumático
La búsqueda de beneficios es un proceso cognitivo en el que los individuos identifican las contribuciones positivas que un diagnóstico de cáncer ha hecho en sus vidas. Es un ejemplo de estrategia de afrontamiento orientada positivamente o estrategia de afrontamiento orientada al enfoque. Por ejemplo, una persona puede identificar que el diagnóstico de cáncer los llevó a considerar lo que realmente importa en la vida y, posteriormente, a una mayor calidad de vida. La investigación realizada principalmente con sobrevivientes de cáncer de mama ha demostrado que las intervenciones para aumentar la identificación de los beneficios en una experiencia altamente estresante como el diagnóstico de cáncer pueden mejorar la calidad de vida.
El crecimiento postraumático es importante para el diagnóstico de cáncer debido a la naturaleza potencialmente peligrosa del diagnóstico. Los individuos pueden verse obligados a considerar su propia mortalidad y pueden adaptarse modificando la forma en que se relacionan con los demás, con el mundo e incluso con ellos mismos. Este crecimiento postraumático se puede también experimentar por parte de los familiares de niños y adolescentes con cáncer.
El cáncer presenta a las personas una amenaza importante para la salud que a menudo desafía el sentido de sí mismo cuando intentan navegar por los cambios en sus vidas como resultado del diagnóstico y el tratamiento. La creación de significado es el esfuerzo por restablecer el orden y el propósito en la vida de las personas que ha cambiado tan drásticamente por la enfermedad.  La creación de significado puede ser parte de un proceso de crecimiento positivo que se produce después del diagnóstico de cáncer y se asocia con una mayor calidad de vida y bienestar.
Una revisión de 12 estudios publicados entre 1980 y 2013, encontró evidencia promisoria en cuanto a que las intervenciones psicosociales pueden mejorar la situación laboral de los sobrevivientes de cáncer. Específicamente, las intervenciones que incorporan capacitación informativa o educacional, orientación, sesiones de estrategias de supervivencia, además de ejercicio físico, parecen ser las más efectivas.

## Precisiones
La aparición de una enfermedad en la familia implica unos cambios y éstos a su vez, supone la generación de nuevas necesidades en la familia, necesidades que, naturalmente van a ser cambiantes a lo largo de su ciclo vital.
La psicooncología tiene como condición los siguientes objetivos:
- Llevar a cabo una atención integral que tenga en cuenta aspectos: físicos, emocionales, sociales y espirituales, que forzosamente llevarán a una atención tanto a nivel individual como familiar y social.

- El enfermo y la familia son la unidad a tratar: El soporte emocional y la comunicación con el enfermo, la familia y el equipo terapéutico deberá ser a través de una relación franca y honesta.

- Promover la autonomía y de la dignidad del enfermo con el sentido de conservar y restaurar todas las capacidades, tanto prácticas como afectivas y relacionales de los enfermos.

- Concepción terapéutica activa: incorporando una actitud rehabilitadora con miras a la recuperación total del enfermo.

- Importancia del ambiente, atmósfera de respeto, confort, soporte y comunicación influyen de manera decisiva en el control de síntomas.[16]

Los primeros estudios de adaptación psicológica al cáncer abordaron aspectos de comunicación y manejo del sentimiento de culpa (Abrams, 1953; Hospital General de Boston, Massachusetts, 1950). Casi simultáneamente, Arthur Sutherland en 1952 estableció la primera unidad de psiquiatría oncológica en el Centro de Cáncer Memorial Sloan-Kettering (MSKCC) de Nueva York, mismo que ha evolucionado al moderno Departamento de Psiquiatría y Ciencias Conductuales.